# Phymatostetha fruhstorferi
Phymatostetha fruhstorferi är en insektsart som beskrevs av Schmidt 1910. Phymatostetha fruhstorferi ingår i släktet Phymatostetha och familjen spottstritar. Inga underarter finns listade i Catalogue of Life.